# Aéroport Lech-Wałęsa de Gdańsk
Pour les articles homonymes, voir GDN.
L'aéroport de Gdańsk, code IATA : GDN • code OACI : EPGD, a été baptisé « Lech Wałęsa » en l'honneur de l'ancien président polonais. Il est situé à environ 12 km de Gdańsk, en Pologne.
Il est desservi par de nombreuses compagnies, notamment Wizz Air qui le dessert depuis Beauvais en France.

## Situation
| \| 50 km1:3 411 000 \| Lublin Cracovie Gdańsk · Dantzig Łódź Olsztyn · Holsten Poznań · Posnanie Varsovie · Radom Rzeszów Szczecin · Stettin Varsovie · Modlin Wrocław · Vratislavie Katowice Zielona · Góra Varsovie · Chopin Bydgoszcz · Bromberg |
| 50 km1:3 411 000 |

## Compagnies aériennes et destinations

### Passagers
| Compagnies                    | Destinations |
| ----------------------------- | --- |
| Aegean Airlines               | En saison : Héraklion-N. Kazantzákis |
| Buzz                          | En saison charter : Héraklion-N. Kazantzákis, Tirana, Zante D.-Solomós |
| Enter Air                     | En saison Charter : - Antalya, - Bourgas, - Corfou-I. Kapodístrias, - Enfidha-Hammamet, - Gérone-Costa Brava, - Kos, - Varna Charter: Hurghada |
| KLM                           | Amsterdam |
| LOT Polish Airlines           | Cracovie-Jean-Paul II, Varsovie-Chopin En saison: - Bourgas, - Kalamata, - Lublin, - Rhodes-Diagoras, - Rzeszów, - Zielona Góra En saison charter: Bodrum-Milas, Puerto Plata - Gregorio Luperón |
| Lufthansa                     | Francfort, Munich-F. J. Strauß |
| Norwegian Air Shuttle         | Bergen, Copenhague-Kastrup , Göteborg , Helsinki-Vantaa, Oslo-Gardermoen, Stockholm-Arlanda |
| Pegasus Airlines              | En saison charter: Antalya |
| Ryanair                       | - Aarhus, - Alicante-Elche, - Belfast, - Bergame-Orio al Serio, - Billund, - Birmingham, - Bristol, - Copenhague-Kastrup, - Cork, - Dublin, - Édimbourg, - Göteborg, - Hambourg-H.-Schmidt, - Cracovie-Jean-Paul II, - Leeds-Bradford, - Londres-Stansted, - Lublin, - Malte, - Manchester, - Paris-Beauvais, - Newcastle, - Paphos, - Podgorica, - Sandefjord-Torp, - Stockholm-Arlanda, - Valence, - Växjö Småland, - Wrocław-N. Copernic En saison : - Barcelone-El Prat, - Bourgas, - Corfou-I. Kapodístrias, - La Canée I.-Daskaloyánnis, - Malaga-Costa del Sol, - Naples-Capodichino, - Pise-Galileo Galilei, - Prague-Václav-Havel, - Reus, - Riga, - Santorin, - Trévise-Sant'Angelo, - Venise - Marco Polo, - Vienne-Schwechat, - Vilnius, - Zadar |
| Scandinavian Airlines         | Copenhague-Kastrup, Oslo-Gardermoen En saison : Stockholm-Arlanda |
| Smartwings                    | En saison charter: Bourgas, Héraklion-N. Kazantzákis, La Canée I.-Daskaloyánnis, Thessalonique-Makedonía, Tirana |
| Swiss International Air Lines | En saison : Zurich |
| Wizz Air                      | - Aberdeen-Dyce, - Ålesund, - Bergame-Orio al Serio, - Bergen, - Cologne/Bonn-K. Adenauer, - Dortmund, - Édimbourg, - Eindhoven, - Göteborg, - Hambourg-H.-Schmidt, - Haugesund-Karmøy, - Koutaïssi-David-IV, - Larnaca, - Leeds-Bradford, - Londres-Luton, - Malaga-Costa del Sol, - Malmö, - Oslo-Gardermoen, - Paris-Beauvais, - Reykjavik-Keflavík, - Sandefjord-Torp, - Stavanger, - Stockholm-Arlanda, - Tromsø, - Trondheim, - Turku En saison : - Barcelone-El Prat, - Bourgas, - Héraklion-N. Kazantzákis, - Split, - Tirana, - Vérone - Villafranca |

Édité le 21/01/2020  Actualisé le 12/12/2022

### Cargo
| Compagnies                                  | Destinations                               |
| ------------------------------------------- | ------------------------------------------ |
| DHL Aviation opéré par Cargoair             | Leipzig/Halle, Tallinn                     |
| FedEx Feeder opéré par ASL Airlines Ireland | Berlin-Schönefeld, Paris-Charles de Gaulle |
| SprintAir                                   | Varsovie-Chopin                            |
| TNT Airways                                 | Katowice, Liège                            |

## Statistiques de trafic

### En graphique
Pour des raisons techniques, il est temporairement impossible d'afficher le graphique qui aurait dû être présenté ici.

Voir la requête brute et les sources sur Wikidata.

### En tableau
| Année | Passagers  | Cargo (t) | Mouvements de vols |
| ----- | ---------- | --------- | ------------------ |
| 1999  | 249 913    | 1472      | 10 512             |
| 2000  | 269 960    | 1552      | 11 586             |
| 2001  | 319 174    | 1953      | 14 052             |
| 2002  | 318 033    | 2211      | 13 450             |
| 2003  | 365 036    | 2686      | 14 346             |
| 2004  | 463 840    | 2742      | 17 500             |
| 2005  | 677 946    | 3433      | 19 000             |
| 2006  | 1 249 780  | 4037      | 24 200             |
| 2007  | 1 708 739  | 4757      | 28 200             |
| 2008  | 1 954 166  | 4610      | 31 000             |
| 2009  | 1 910 456  | NC        | NC                 |
| 2010  | 02.232.000 | 32.000    | 4487               |
| 2011  | 2 464 000  | 34 360    |                    |
| 2012  | 2 906 000  | 37 022    |                    |
| 2013  | 2 842 000  | 42 041    | 4900               |
| 2014  | 3 288 180  | 39 974    |                    |
| 2015  | 3 706 108  | 40 261    |                    |
| 2016  | 4 010 864  |           |                    |

## Accès
L'aéroport est desservi par des lignes de bus en direction de Tricité.
- La ligne 210 en direction du centre-ville de Gdańsk (arrêt à la gare PKP/PKS Gdańsk Główna).
- La ligne 110 en direction du quartier de Wrzeszcz, à Gdańsk (arrêt à la gare PKP Wrzeszcz).
- La ligne 510 en direction de Gdynia (arrêts à Gdynia Redłowo et à la gare PKP/PKS de Gdynia).

Une autre ligne est en projet, un train local ou un tramway qui relierait l'aéroport au centre-ville de Gdańsk et éventuellement l'aéroport de Gdynia.